# François Marty
Pour les articles homonymes, voir François Marty et Marty.
François Marty, né le 18 mai 1904 à Vaureilles (Aveyron) et mort le 16 février 1994 au hameau de Farrou, près de Villefranche-de-Rouergue, est un prêtre ecclésiastique catholique français qui fut cardinal et archevêque de Paris.

## Biographie

### Enfance et formation
Il naît au village de Pachins, commune de Vaureilles, dans une famille pieuse d'agriculteurs, et il est baptisé Gabriel, Auguste, François . En 1917, il entre au petit séminaire de Villefranche-de-Rouergue. En 1923, après un pèlerinage à Lourdes avec son père, il prend la décision d'entrer au grand séminaire.

### Prélat
Charles Challiol, évêque de Rodez, l'ordonne prêtre le 28 juin 1930 en sa cathédrale. En juillet 1932, il est nommé vicaire à Villefranche-de-Rouergue, puis, en 1933, à la paroisse Saint-Amans de Rodez. De 1939 à 1940 il est mobilisé. À son retour, il devient curé à Bournazel, puis, en 1943, à Rieupeyroux. En 1948, il devient archiprêtre de Millau, puis, en 1951, vicaire général du diocèse de Rodez.
Le 6 février 1952, il est nommé à l'évêché de Saint-Flour. C'est Marcel-Marie Dubois, évêque de Rodez, qui le consacre évêque le 1er mai 1952. Le 14 décembre 1959, il est nommé coadjuteur de l'archevêque de Reims, Louis-Augustin Marmottin. Il reçoit la titulature d'archevêque d'Emesa. À la mort de Louis-Augustin Marmottin, le 9 mai 1960, il lui succède comme archevêque de Reims. C'est là, le 17 juillet 1962, qu'il reçoit le général de Gaulle et le chancelier allemand Konrad Adenauer lors d'une rencontre pour la paix entre les deux pays. En 1965, il est nommé prélat de la Mission de France.
Le 26 mars 1968, il devient archevêque de Paris, un mois après la mort du cardinal Veuillot. Son accent rocailleux (il roule les [r] comme un paysan aveyronnais) provoque la joie (et les moqueries) des Parisiens. Il est créé cardinal au consistoire du 28 avril 1969 avec le titre de cardinal-prêtre de Saint-Louis-des-Français. Fidèle au concile Vatican II, il affronte la période d'effondrement de la pratique catholique qui démarre après 1965 et se poursuit durant les années 1970-1980. Il irrite certains croyants en déclarant « Dieu n'est pas conservateur ». En 1970, il célèbre la messe à Notre-Dame de Paris en hommage funèbre au général de Gaulle, en présence du président Georges Pompidou, du gouvernement et des chefs d'État étrangers. En 1971, il se rend à Jérusalem. En 1980, il accueille le pape Jean-Paul II en visite apostolique pour la première fois en France. Cela marque la fin de la « théologie de l'enfouissement » chère au cardinal. Le 31 janvier 1981, Jean-Marie Lustiger lui succède comme archevêque de Paris.

### Mort et testament
Dès le 28 février 1981, il se retire dans l'Aveyron, à Monteils au couvent des Dominicaines. En 1994, il meurt accidentellement, happé par un train, au passage à niveau de Farrou, alors qu'il se rendait à Pachins déjeuner avec sa sœur Madeleine. Il conduisait la Citroën 2CV que les catholiques de Paris lui avaient offerte pour son départ et dont il aurait alors dit : « Elle me conduira au paradis »,.
Dans son testament rédigé en 1984 à Gironde, près de Saint-Parthem, il déclarait : « Je demande pardon à tous ceux que j’ai peinés, déçus ou scandalisés […] ; je demande pardon pour tout ce que j’ai omis de faire et tout ce que j’ai mal fait […]. Le Christ m’a dit “Suis-moi” et toute ma vie j’ai voulu dire aux autres “Suivez-le” ».

## Parcours ecclésiastique
- 1932-1933 : vicaire à Villefranche-de-Rouergue
- 1933-1939 : vicaire à Saint-Amans de Rodez
- 1940-1943 : curé de Bournazel
- 1943-1948 : curé de Rieupeyroux
- 1948-1951 : archiprêtre de Millau
- 1951-1952 : vicaire général du diocèse de Rodez
- 1952-1959 : évêque de Saint-Flour
- 1959-1968 : coadjuteur, puis archevêque de Reims
- 1968-1981 : archevêque de Paris

## Responsabilités exercées au sein de la Conférence des évêques de France
- 1966-1969 : vice-président de la Conférence des évêques de France
- 1969-1975 : 1er président élu de la Conférence des évêques de France

## Succession apostolique
François Marty a ordonné les évêques suivants :
- Évêque Raymond-Marie-Joseph de La Moureyre, C.S.Sp. (1959)
- Archevêque Marius-Félix-Antoine Maziers (1960)
- Cardinal Jean Guénolé Louis Marie Daniélou, S.I. (1969)
- Cardinal Roger Marie Élie Etchegaray (1969)
- Évêque Michel Marie Paul Saudreau (1974)
- Évêque Jean Rémond (1975)
- Archevêque Georges Edmond Robert Gilson (1976)
- Évêque Cyriaque Siméon Obamba (1977)
- Archevêque Emile Marcus, P.S.S. (1977)
- Évêque Norbert Jules François Calmels, O.Praem. (1978)
- Cardinal Paul Joseph Jean Poupard (1979)
- Cardinal Jean-Marie Lustiger (1979)